# Столітня липа (Ростов-на-Дону)
Столітня липа (рос. Столетняя липа) – величезне дерево в Ростові-на-Дону у дворі будинку № 2 на розі Адигейської вулиці і Кіровського проспекту, що залишився від колишнього родинного саду Манфановських.

## Історія і опис
За відомостями, отриманими від дочки власника будинку, Олени Миколаївни Манфановськой (померла в 2003 році), будинок збудований у 1902 році і одночасно поряд був влаштований великий сад, куди виходила веранда одноповерхового будинку.
Господар будинку Микола Манфановський, батько Олени Миколаївни, був любителем зелених насаджень і створив для своєї родини затишний упорядкований сад. За змістом саду стежив садівник, який проживав у будинку.
Микола Манфановський працював у Ростовському відділенні Волзько-Камського банку. Він активно брав участь у роботі декількох благодійних організацій та був членом ради Товариства садівництва, за що згодом отримав звання особистого почесного громадянина Ростова.
Липа – це єдине дерево, яке залишилося від сім'ї Манфановських. Сад на початку XX століття простягався вздовж Кіровського проспекту до вулиці Пушкінській.
У 1912 році будинок налаштували другим поверхом. Росте липа поруч з будинком залишилася недоторканою.
Після муніципалізації будинку на початку 1920 років почалося планомірне знищення колишнього родинного саду. По Пушкінській вулиці побудували чотириповерховий житловий будинок, і територія саду стала внутрішньоквартальним двором.
Липа вціліла під час бомбардувань Німецько-радянської війни і збереглася до наших днів.